# 平城山站

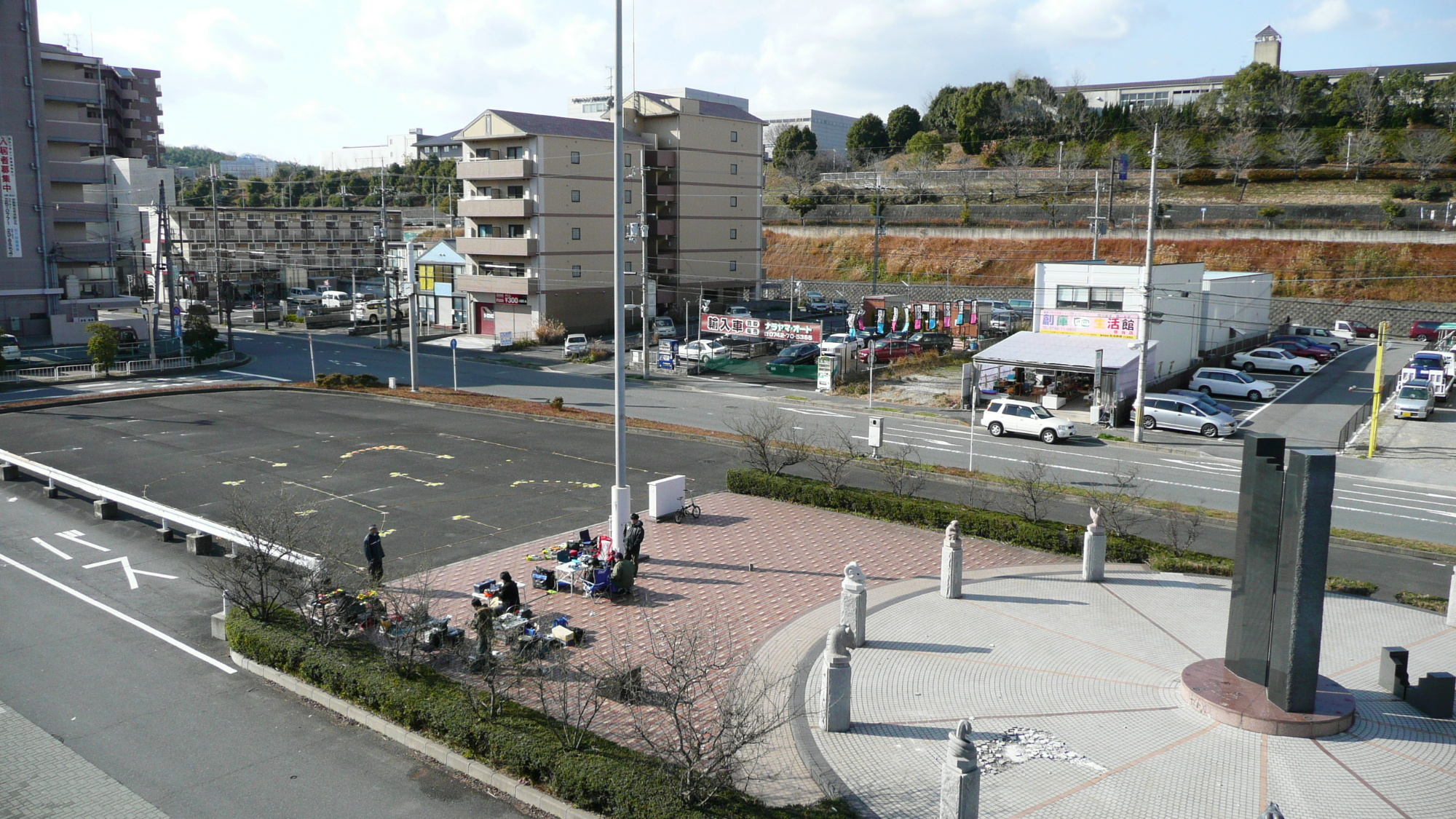
平城山站西口广场

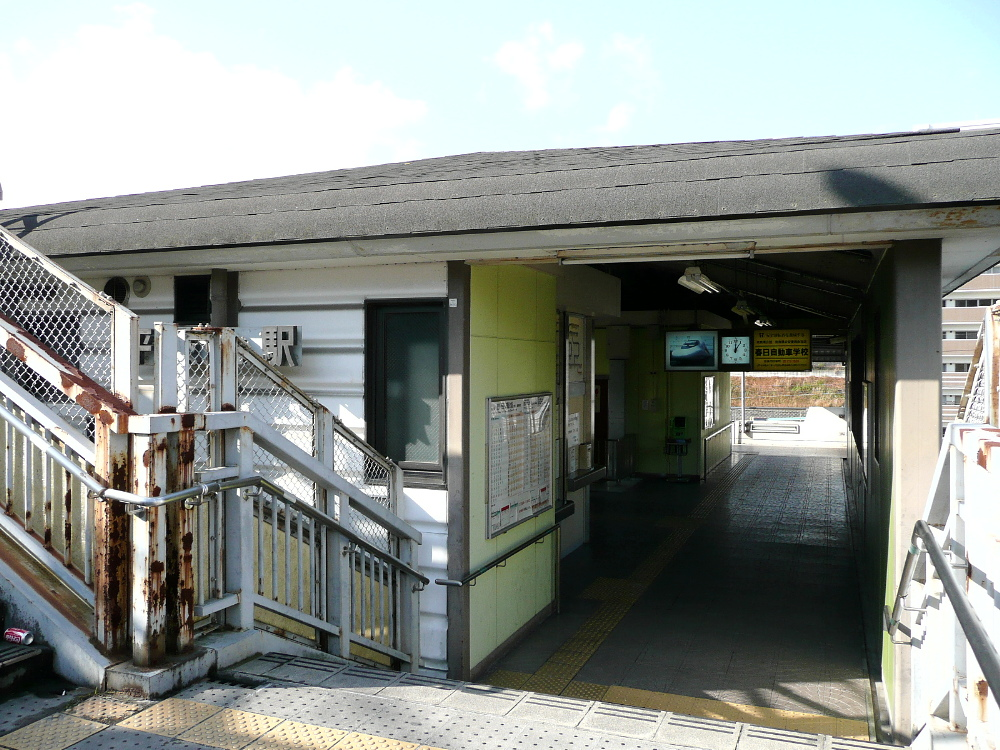
平城山站東口

平城山站（日语：／ Narayama eki */?）位于奈良县奈良市，是西日本旅客铁道（JR西日本）關西本線的鐵路車站。

## 历史
- 1985年12月1日 - 作为日本国有铁道，在木津站与奈良站间开业。
- 1986年7月 - 奈良市开始土地规划项目[2]。该项目总投资额为27.90亿日元，占地4,000平方米，设有公交车站、停车场、广场和公园，以及可容纳1300人的居住区等。该计划规划了一条连接从国道24号与车站广场前住宅区的道路。
- 1987年4月1日 - 国铁分割民营化后成为JR西日本车站。
- 1988年3月13日 - 线路爱称大和路线开始使用。
- 2003年11月1日 - 支持使用ICOCA[3]。
- 2016年
  - 7月12日 - 绿色窗口最后一日营业。
  - 7月13日 - 绿色自动售票机开始使用。
- 2018年3月12日 - 开始使用车站编号[4]。

## 车站结构
侧式站台2台2线地上车站。
奈良站管理，JR西日本交通服务委托的业务委托站。支持使用ICOCA。

### 月台配置
| 月台 | 路線            | 方向   | 目的地                 |
| ---- | --------------- | ------ | ---------------------- |
| 1    | 大和路線        | 上行り | 木津、加茂、龟山方向   |
| 1    | 奈良線          | 上行り | 宇治、京都方向         |
| 2    | 大和路線 奈良線 | 下行   | 奈良、天王寺、大阪方向 |

## 使用情况
根据奈良县统计年鉴，1日平均上車人次如下表。
| 年度   | 1日平均 上車人次 |
| ------ | ---------------- |
| 1997年 | 1,187            |
| 1998年 | 1,342            |
| 1999年 | 1,430            |
| 2000年 | 1,446            |
| 2001年 | 1,432            |
| 2002年 | 1,402            |
| 2003年 | 1,411            |
| 2004年 | 1,410            |
| 2005年 | 1,448            |
| 2006年 | 1,496            |
| 2007年 | 1,554            |
| 2008年 | 1,508            |
| 2009年 | 1,416            |
| 2010年 | 1,391            |
| 2011年 | 1,367            |
| 2012年 | 1,387            |
| 2013年 | 1,423            |
| 2014年 | 1,328            |
| 2015年 | 1,338            |
| 2016年 | 1,343            |
| 2017年 | 1,341            |

## 相鄰車站
西日本旅客鐵道
 大和路線（關西本線）
■大和路快速、■快速、■區間快速、■普通
木津（JR-Q38）－平城山（JR-Q37）－奈良（JR-Q36）
 奈良線（至木津站路段為關西本線）
■都路快速、■快速
通過
■區間快速、■普通
木津（JR-D19）－平城山（JR-D20）－奈良（JR-D21）

## 外部連結
- 平城山｜車站資訊：JR出門網 - 西日本旅客鐵道